# Gigantactis
Gigantactis is een geslacht van straalvinnige vissen uit de familie van wipneuzen (Gigantactinidae). Het geslacht is voor het eerst wetenschappelijk beschreven in 1902 door Brauer.

## Soorten
- Gigantactis balushkini Kharin, 1984
- Gigantactis elsmani Bertelsen, Pietsch & Lavenberg, 1981
- Gigantactis gargantua Bertelsen, Pietsch & Lavenberg, 1981
- Gigantactis gibbsi Bertelsen, Pietsch & Lavenberg, 1981
- Gigantactis golovani Bertelsen, Pietsch & Lavenberg, 1981
- Gigantactis gracilicauda Regan, 1925
- Gigantactis herwigi Bertelsen, Pietsch & Lavenberg, 1981
- Gigantactis ios Bertelsen, Pietsch & Lavenberg, 1981
- Gigantactis kreffti Bertelsen, Pietsch & Lavenberg, 1981
- Gigantactis longicauda Bertelsen & Pietsch, 2002
- Gigantactis longicirra Waterman, 1939
- Gigantactis macronema Regan, 1925
- Gigantactis meadi Bertelsen, Pietsch & Lavenberg, 1981
- Gigantactis microdontis Bertelsen, Pietsch & Lavenberg, 1981
- Gigantactis microphthalmus (Regan & Trewavas, 1932)
- Gigantactis paxtoni Bertelsen, Pietsch & Lavenberg, 1981
- Gigantactis perlatus Beebe & Crane, 1947
- Gigantactis savagei Bertelsen, Pietsch & Lavenberg, 1981
- Gigantactis vanhoeffeni Brauer, 1902
- Gigantactis watermani Bertelsen, Pietsch & Lavenberg, 1981